# Autle
Autle ist ein Motu im Südosten des Arno-Atolls der pazifischen Inselrepublik Marshallinseln.

## Geographie
Autle liegt in der Südostecke der Arno Main Lagoon zwischen Wodena im Norden und der südlich gelegenen Ine, zusammen mit einigen weiteren unbenannten winzigen Motus.